# ۷۱۸ (خورشیدی)
۷۱۸ هفتصد و هجدهمین سال هجری خورشیدی است.